# Leonor Borrell
Leonor Andrea Borrell Hernández (Santa Clara, 10 novembre 1963) è un'ex cestista cubana.
È la sorella di Lázaro Borrell.

## Carriera
Con Cuba ha disputato due edizioni dei Giochi olimpici (Mosca 1980, Barcellona 1992), quattro dei Campionati mondiali (1983, 1986, 1990, 1994) e i Campionati americani del 1993.